# La profondità degli abissi
La profondità degli abissi è un singolo del cantautore Italiano Manuel Agnelli, pubblicato il 2 dicembre 2021 come primo estratto dal primo album in studio Ama il prossimo tuo come te stesso.

## Descrizione
Il brano è incluso nella colonna sonora del film Diabolik assieme alla traccia Pam pum pam e vince sia il David di Donatello, sia il Nastro d'argento come miglior canzone originale.

## Video musicale
Il video, diretto dai Manetti Bros. e da Niccolò Falsetti, è stato pubblicato in concomitanza del lancio del singolo sul canale YouTube del cantautore.

## Tracce
Testi e musiche di Manuel Agnelli.
1. La profondità degli abissi – 3:07
2. Pam pum pam – 2:36

## Riconoscimenti
- 2022 - David di Donatello
  - Migliore canzone originale[3]
- 2022 - Nastro d'argento
  - Migliore canzone originale[4]